# アンドレア・アッピアーニ
アンドレア・アッピアーニ（Andrea Appiani,1754年5月31日 - 1817年11月8日）はイタリアの画家である。ナポレオンの政権の支配下のミラノで働いた。

## 略歴
ミラノの医者の息子に生まれた。1769年からミラノで医学を学び始めるが、美術に転じ、ミラノの画家、ジュディッチ(Carlo Maria Giudici:1723–1804)に学んだ。壁画の技法を学び、1777年に教会の壁画を描き、その後も多くの壁画を描いた。
1790年と1791年にローマ、パルマ、ボローニャ、フィレンツェ、ナポリを旅し各地の装飾画を研究し、ミラノでの仕事に役立てた。フランス革命の後、1796年に、ミラノがナポレオンの軍の支配下に入ると、ナポレオンやその家族の肖像画を描き、パリの送られる芸術作品を選定する委員を務めた。イタリア王にもなったナポレオン・ボナパルトの最初の宮廷画家に1804年に任じられた。ミラノのブレラ美術アカデミー(Accademia di Brera)の会員にも選ばれた。
1813年に脳卒中を患い、麻痺が残ったことにより、作品制作から離れた。1814年にナポレオンによって作られたイタリア王国が崩壊し、その2年後にミラノで死去した。

## 作品

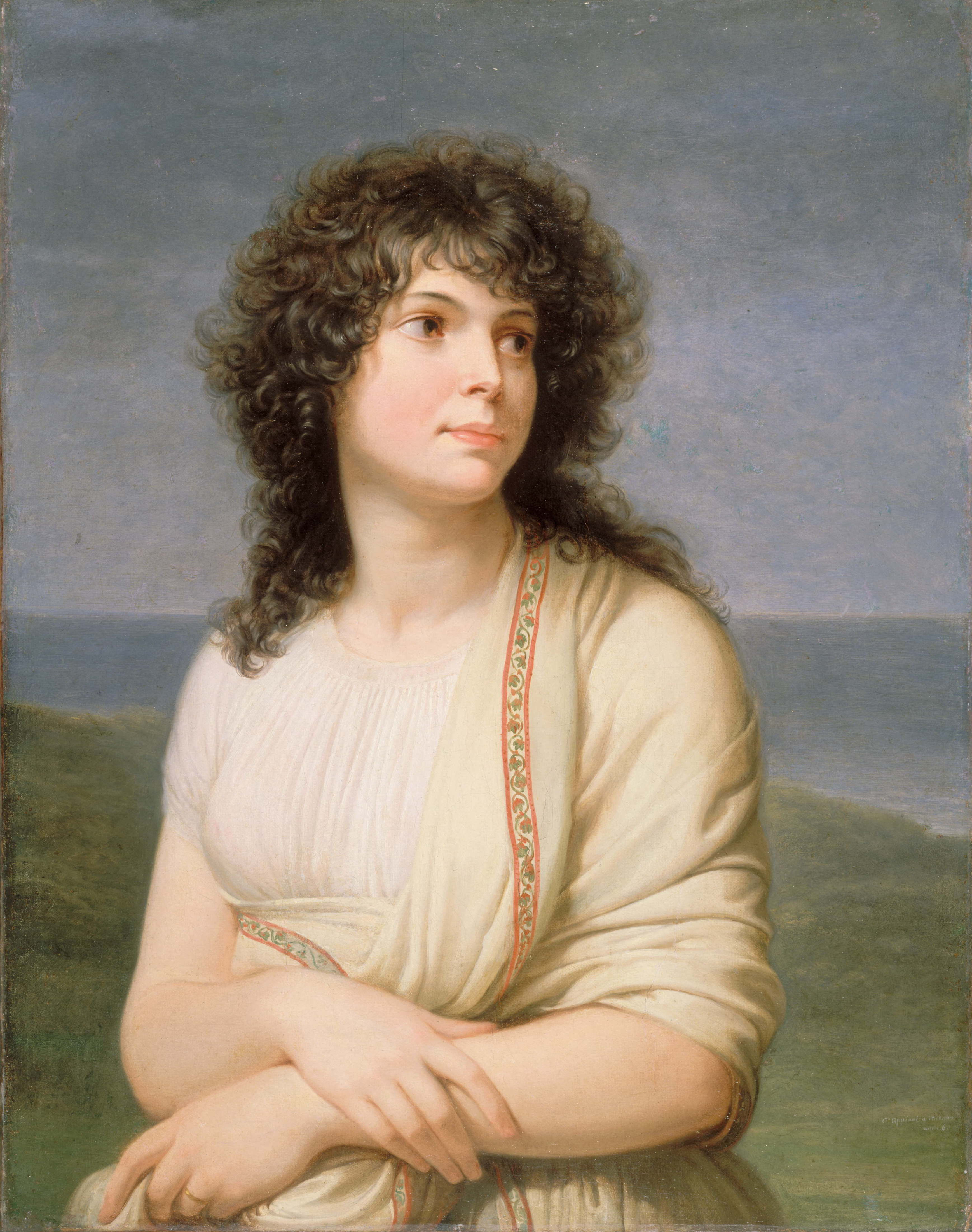
Fortunée Hamelin (1798)
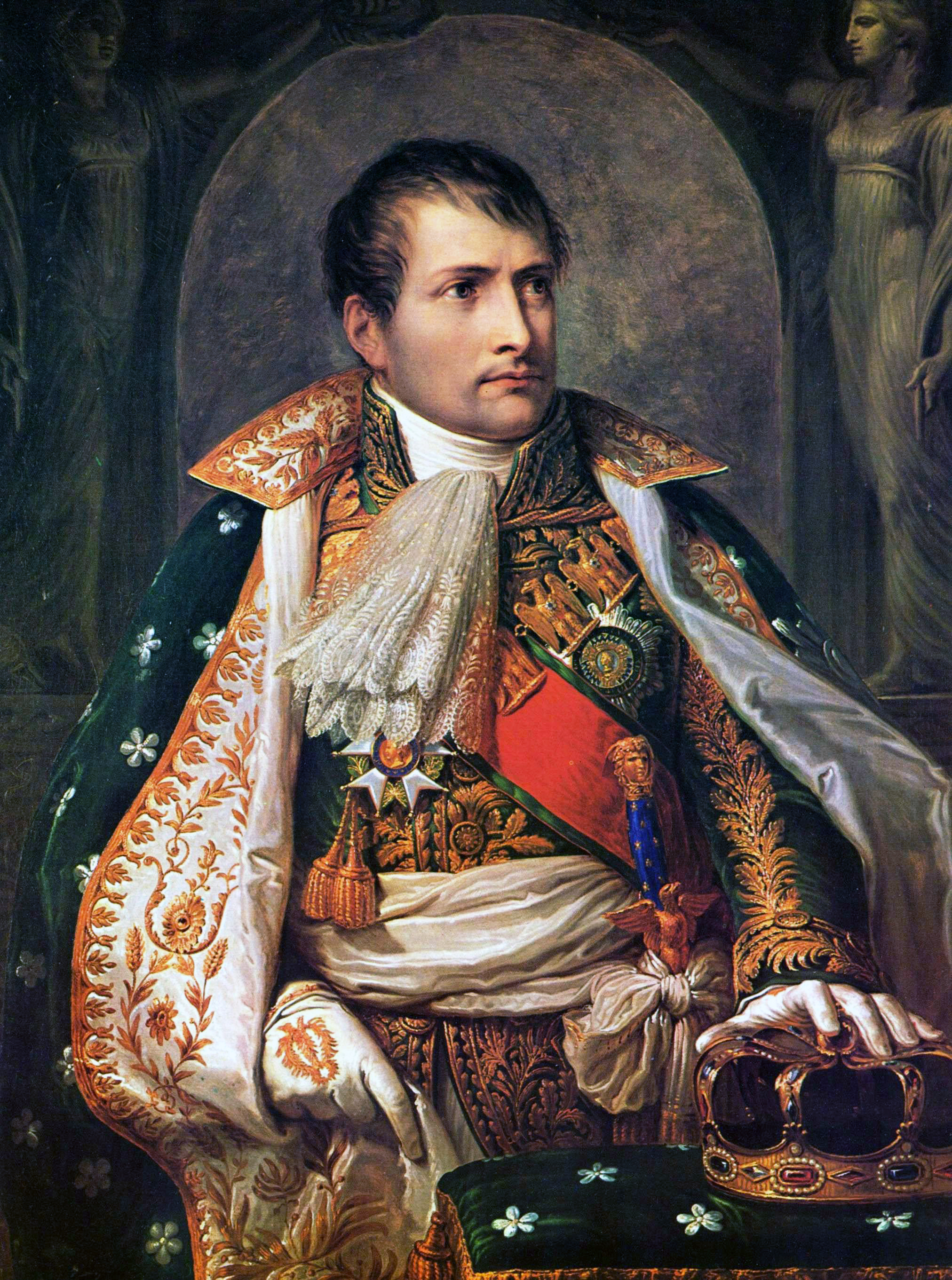
ナポレオン・ボナパルト (1805)
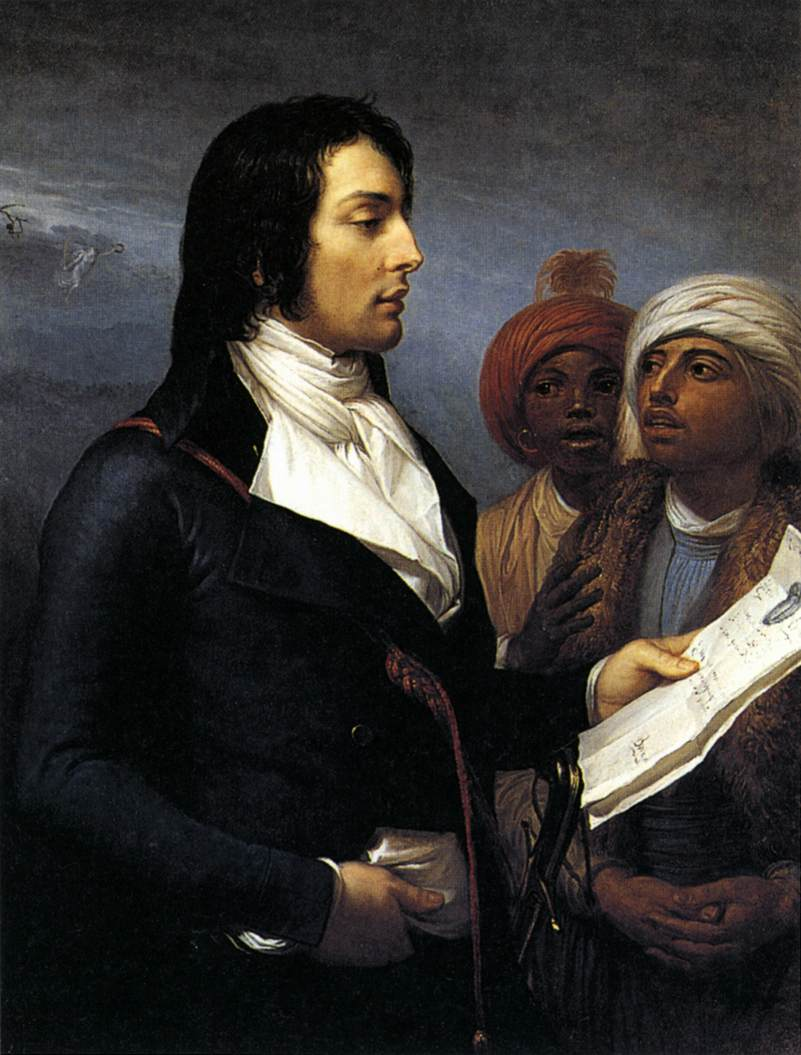
ルイ・シャルル・アントワーヌ・ドゼー (1800/1801)
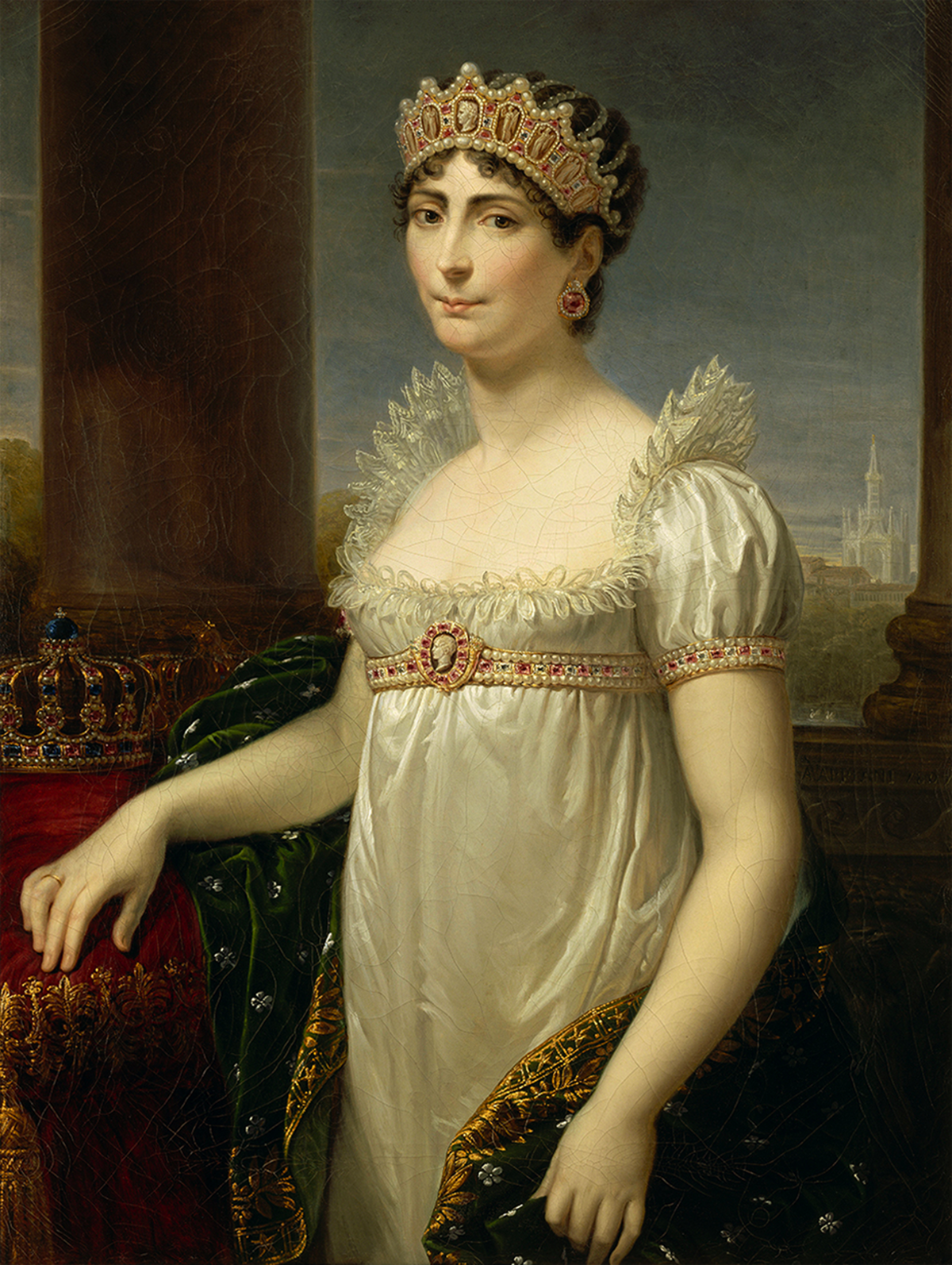
ジョゼフィーヌ・ド・ボアルネ (1807)

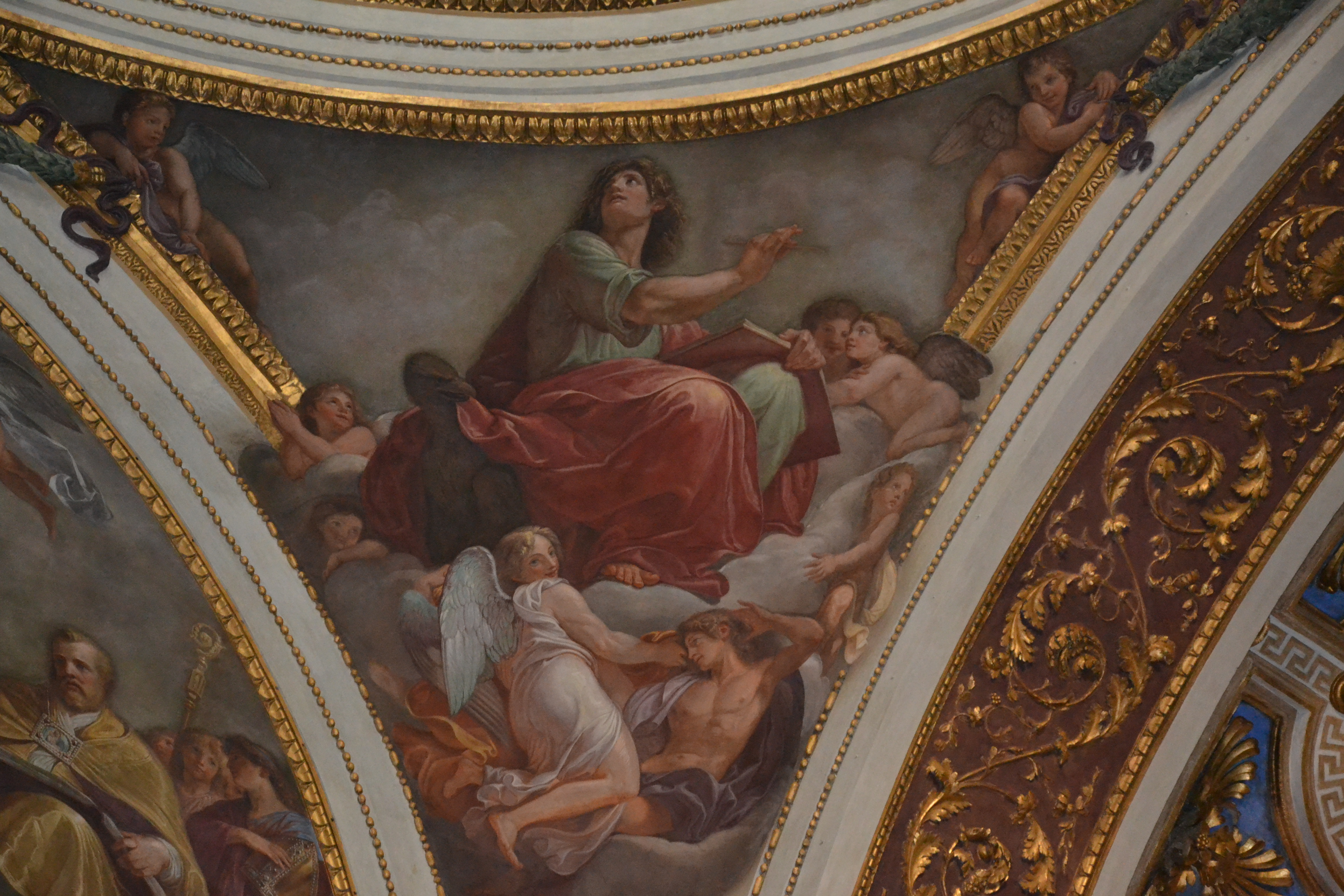
ミラノの教会の装飾画
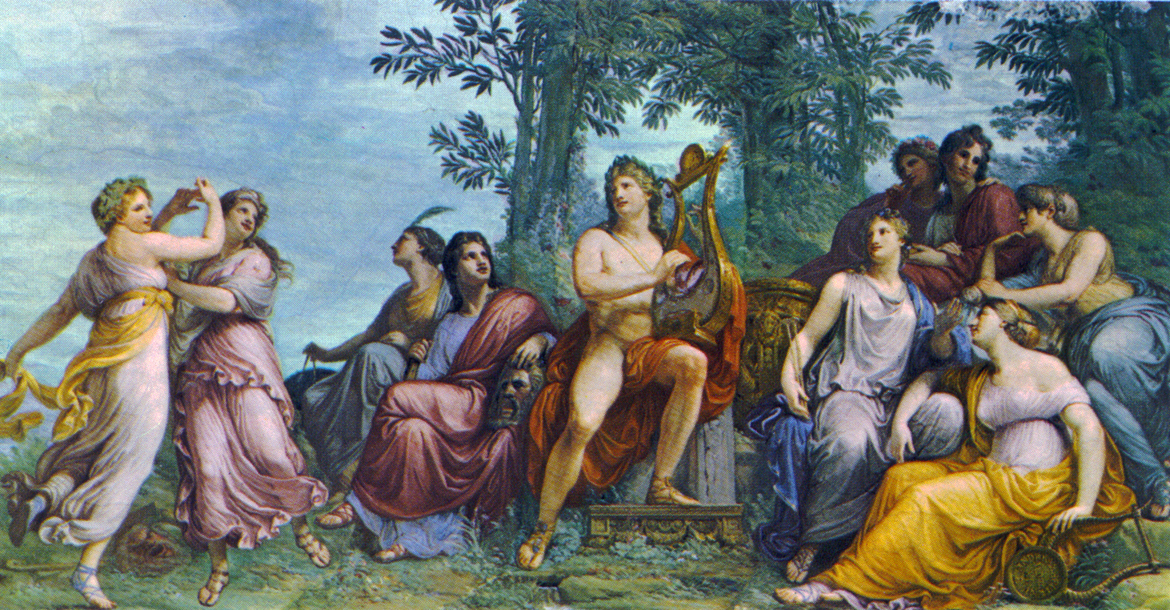
Parnassus (1811)
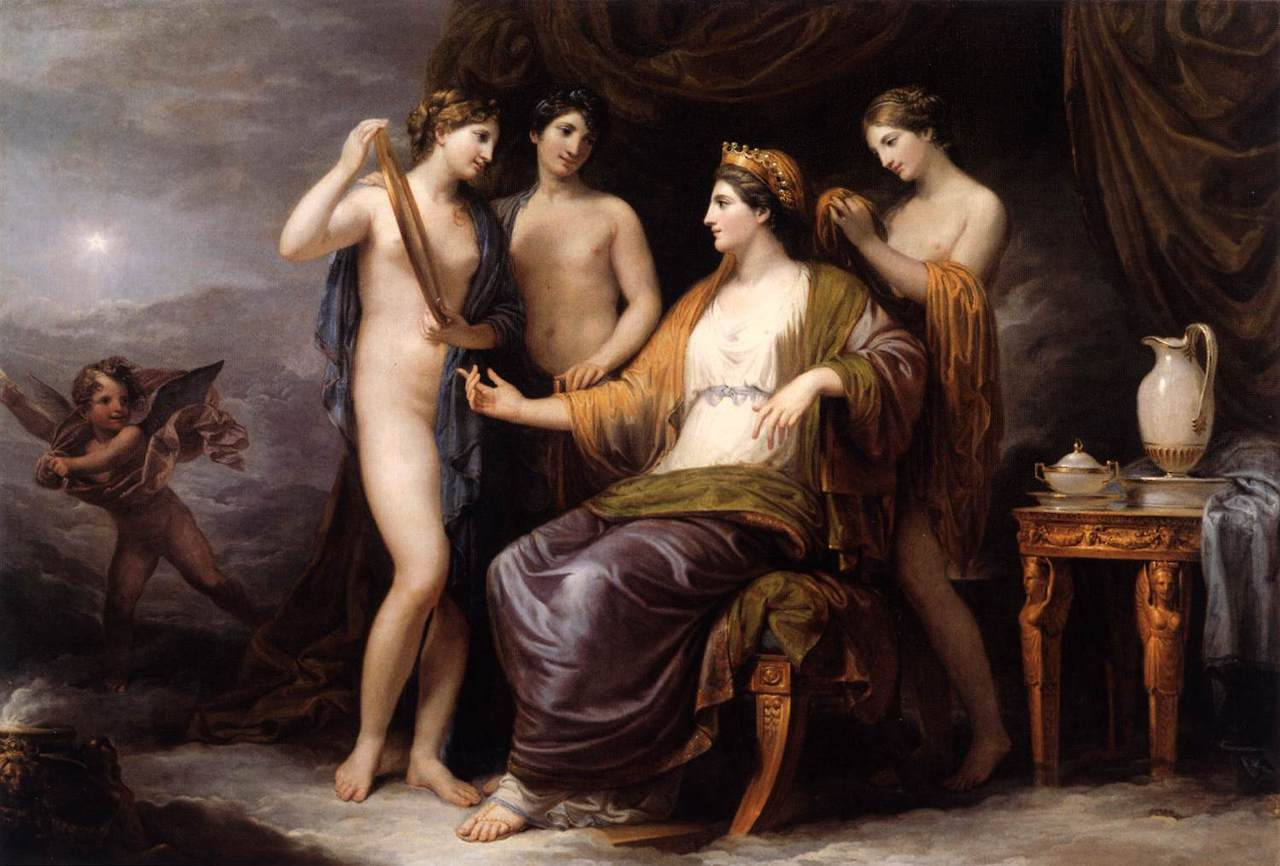
la Toilette de Junon (1811)